# Spanyol Birodalom
A Spanyol Birodalom (spanyolul: Imperio español, ismert még mint Hispán Monarchia vagy Katolikus Monarchia, spanyolul: Monarquía Hispánica, Monarquía Católica), Spanyolország és elődállamai által irányított gyarmatbirodalom volt 1492 és 1898 között. A Portugál Birodalommal együtt az első tagolt területű világbirodalmak voltak, amelyek a földrajzi felfedezések időszakát követően jöttek létre. Fennállása alatt a gyarmatosítás során az ország területe kiterjed Afrikán át Észak- és Dél-Amerikáig, és a Fülöp-szigeteken keresztül Kelet-Ázsiáig. Hatalma csúcsán, a 18. század második felére területe elérte a 13 millió négyzetkilométert, így a történelem egyik legnagyobb birodalmának számít.
A Birodalom a 19. században élte át legnagyobb területi veszteségeit, amikor is megindultak az amerikai kontinens függetlenségi harcai, ami az 1898-as spanyol–amerikai háborúban tetőztek. Ennek eredményeképp Spanyolország végérvényesen elvesztette karibi és csendes-óceáni gyarmatait, és csak afrikai birtokai maradtak meg. Hagyományosan ezt az időpontot tekintjük a Spanyol Birodalom végének.

## Történet

### Kezdetek
1492-ben Spanyolország kiűzte Granada utolsó mór uralkodóját. Győzelmük után a spanyol uralkodók tárgyaltak Kolumbusz Kristóffal, egy genovai tengerésszel, aki hajóval próbálta elérni Cipangut (Japánt). Kasztília egy ideje már kutatási versenyt folytatott Portugáliával, hogy tengeri úton elérje a Távol-Keletet, amikor Kolumbusz merész ajánlatát megtette Izabella királynőnek. Majd Kolumbusz "véletlenül" Amerikát fedezte fel és elindította a kontinens spanyol gyarmatosítását.
Spanyolország követelését az új területekre az 1493-as Inter caetera pápai bulla, majd a közvetlenül azt követő 1494-es tordesillasi szerződés szilárdította meg, amelyben a földgömböt két féltekére osztották fel a spanyol és a portugál követelések között. Ezek az intézkedések kizárólagos jogot biztosítottak Spanyolországnak gyarmatok létrehozására az egész Újvilágban, Alaszkától kezdve a Horn-fokig (Brazília kivételével), valamint Ázsia legkeletibb részein.
Az 1500-as évek elején Hispanola szigetének betelepítésekor a spanyol telepesek és konkvisztádorok kezdtek másfelé is kutatni, hogy új telepeket alapítsanak. Innen Juan Ponce de León meghódította Puerto Ricót, Diego Velázquez pedig Kubát.
Az első település az amerikai szárazföldön a kolumbiai Darién volt, amelyet Vasco Núñez de Balboa alapított 1510 vagy 1512-ben. 1513-ban Balboa átkelt a Panamai-földszoroson és az első európai expedíciót vezette, amely az Újvilág nyugati partjáról látta meg a Csendes-óceánt. E történelmi jelentőségű tett után Balboa a Csendes-óceánt és a vele határos összes földet a spanyol korona birtokának nyilvánította.

### A gyarmatbirodalom

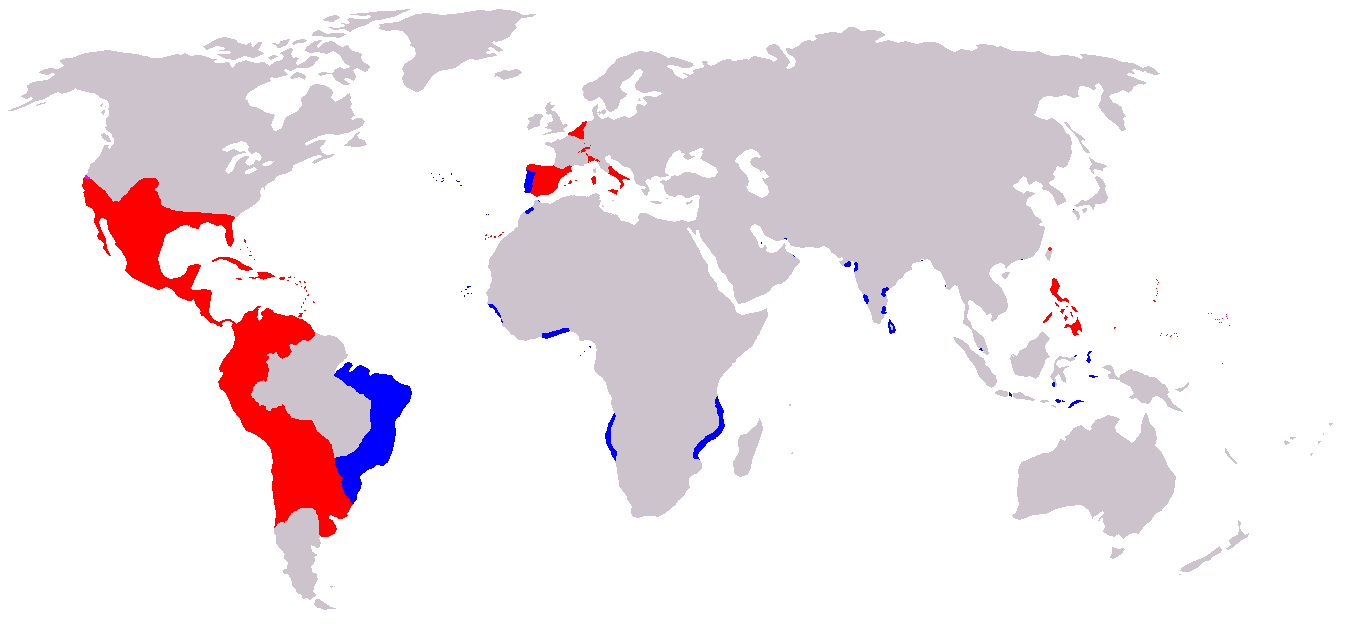
Spanyolország (piros) és Portugália (kék) területei a 16-17. században

A 16–17. századot néha spanyol aranykornak nevezik.
Az egyik legsikeresebb spanyol konkvisztádor Hernán Cortés volt. Viszonylag csekély spanyol haderővel, de mintegy 200 ezer indián szövetséges támogatásával az 1519–1521-es hadjáratokban megdöntötte az azték birodalmat, így Mexikó Új-Spanyolország gyarmataként spanyol fennhatóság alá került. 
Ugyanilyen fontos volt Francisco Pizarro hódítása az inkák birodalmában. Ez lett Peru alkirálysága.
Az 1520-as években megkezdődött az ezüst nagyarányú kitermelése a mexikói Guanajuato gazdag lelőhelyeiből, de csak a mexikói Zacatecasban és a perui Potosiban található ezüstbányák 1546-os megnyitásáig váltak az ezüstszállítmányok a gazdagság legendás forrásává.
Mexikó hódítása után az aranyvárosokról szóló legendák (Észak- és Közép-Amerikában Quivira, Paititi, Cibola, Dél-Amerikában El Dorado) miatt több expedíciót is kiküldtek. A 16. század során talán 240 ezer európai is érkezett az amerikai kikötőkbe. Az amerikai gyarmatok azonban csak a bányák, például a bolíviai Potosí (1546) felállítása után kezdték meg a korona bevételeinek jelentős részét termelni. A 16. század végén az Amerikából származó ezüst Spanyolország teljes költségvetésének egyötödét tette ki.
A gyarmatokról iszonyatos mennyiségű nemesfém áramlott az anyaországba, Spanyolország vált a világ legnagyobb nemzetévé, a birodalom azonban nemsokára hanyatlani kezdett a túlzott, pazarló kiadások, a nagy mértékű infláció miatt és az állandó háborúskodás gyengítette a birodalmat.
A gyarmatosítás közben Amerikába behurcolt betegségek és a mészárlások következményeként az indián lakosság nagy része kihalt. A hiányzó munkaerő pótlására Nyugat-Afrikából vittek rabszolgákat.
Az egyházi képviselők áttérítették a lakosokat katolikus hitre, a hódítók bevezették a spanyol nyelvet a hivatalokban, ennek köszönhetően az amerikai kontinensen élő lakosság nagy része ma is ezt beszéli az indián nyelvek mellett.
A spanyol korona ugyan hozott néhány törvényt az amerikai gyarmatai bennszülött népeinek védelmére; az elsőt még 1542-ben. A gyarmatosítók azonban a távoli helyzetüket kihasználva ez ellen fellázadtak, amikor látták, hogy hatalmuk csökken, és ezen törvények részleges visszavonását kényszerítették ki. Később enyhébb törvényeket vezettek be az őslakosok védelmére, de a feljegyzések szerint ezek hatása is korlátozott volt.
A birodalom hatalma csúcsának kezdetét V. Károly idején érte el, aki akkoriban a világ leghatalmasabb uralkodójának számított. Uralma egy európai és egy világbirodalomra terjedt ki.
Ebben az időben gyakran mondták, hogy ez az a birodalom, amelyen soha nem nyugszik le a nap. A spanyol aranykor kiterjedt világbirodalmát nem Madridból, hanem Sevillából irányították.
Ugyan a birodalom virágzott uralkodása alatt, megkezdődött a lassú hanyatlás is, Spanyolország monopolizálta a kereskedelmét, emiatt képtelen volt költséges háborúkat vívni, az országba áramló nagy mennyiségű nemesfém miatt az anyaországban megemelkednek az árak, így a főbb nyersanyagokat az  iparcikkeket, mezőgazdasági termékeket, más országból kell importálni.
Floridát 1565-ben gyarmatosította Pedro Menéndez de Avilés, amikor megalapította St. Augustine-t, majd legyőzte a Jean Ribault francia kapitány és 150 honfitársa által vezetett kísérletet, hogy francia birtokot szerezzenek Florida területén. St. Augustine (Szt. Ágoston) stratégiai védelmi bázis lett a Spanyolországba vitorlázó, arannyal és ezüsttel teli spanyol hajóknak.
1565 tavaszán Miguel López de Legazpi  megalapította az első állandó spanyol települést a Fülöp-szigeteken, és elindította a manilai gálya működését. A manilai gálya  Manilából szállított árukat a Csendes-óceánon át a Mexikó partján fekvő Acapulcóba. Innen aztán az árut Mexikón keresztül szállították a spanyol kincses flottákhoz, hogy Spanyolországba vigyék. Manila kereskedelmi állomását 1572-ben hozták létre.
A Fülöp-szigetek, a csendes-óceáni Guam-szigetek, a Mariana-szigetek és a Karolina-szigetek az 1898-as spanyol–amerikai háborúig spanyol ellenőrzés alatt maradtak.
A birodalom több mint öt évszázadig állt fenn, és komolyan befolyásolta a világtörténelmet, a meghódított területek kultúráját, nyelvét, vallását, demográfiai megoszlását stb. 
A birodalom 1790-ben kb. 20 millió km²-en mintegy 60 millió lakosból állt.

## Kronológia
- 15. század: A Kanári-szigetek meghódítása
- 1492: Amerika felfedezése, a spanyol gyarmatosítás kezdete
- 1494: Tordesillasi szerződés
- 1512: Navarra meghódítása
- 1519-től: Mexikó spanyol meghódítása; az aztékok és a maják leigázása
- 1532–1537: Az inka birodalom meghódítása
- 1580–1640: Unió Portugáliával (Ibériai Unió) (wd)
- 1713: Utrechti szerződés, lezárják az 1701–1714 között zajló spanyol örökösödési háborút
- 1808–1833: Spanyol-amerikai függetlenségi háborúk
- 1898: Párizsi szerződés, megkötik az spanyol–amerikai háborút lezáró békét. Spanyolország átengedi az Amerikai Egyesült Államoknak a Fülöp-szigeteket, Guamot, Puerto Ricót.

## A Spanyol Birodalom területei
Amerikában
- Hispaniola
- Haiti (16. sz.-1697)
- Dominikai Közt. (16. sz.-1821)
- Puerto Rico (1508-1898)
- Kuba (1511-1898)
- Jamaica (1655. 16.-16.)
- Trinidad (1592-1797)

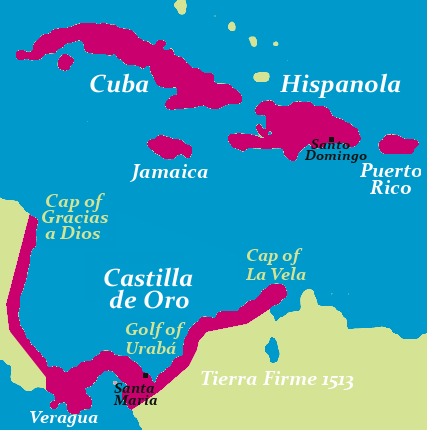
Spanyol területek az Újvilágban 1513 körül

Spanyol (kék) és portugál (zöld) amerikai területek és a világban, 1790 körül

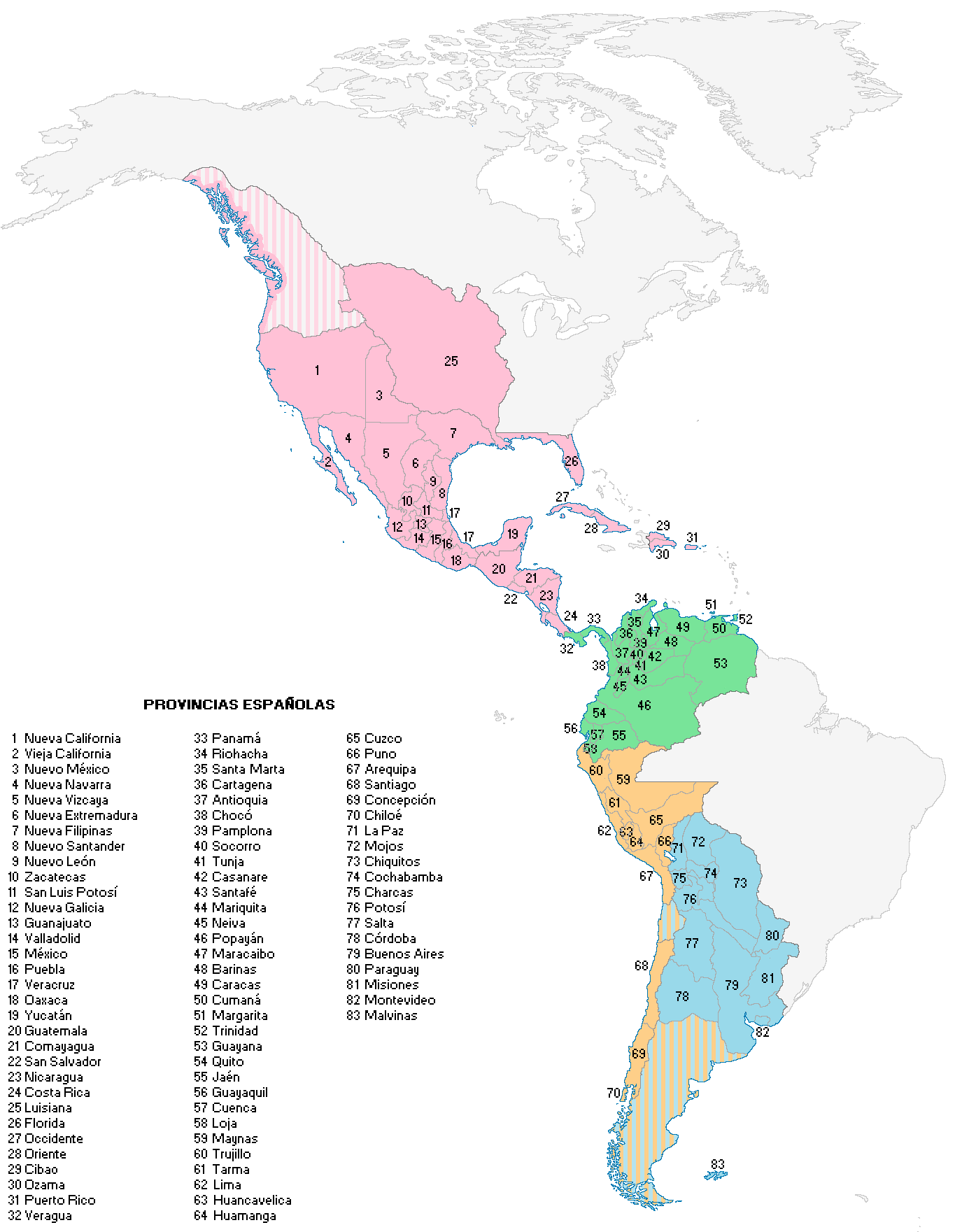
Amerikai spanyol területek 1800-ban

Az ibériai mare clausum ("zárt tenger") igények: olyan víztömeg, tenger, óceán, amely egy állam joghatósága alatt áll, és a többi állam számára nem elérhető.
- piros, rózsaszín: spanyol terület
- kék, lila: portugál terület

- Mexikó (Kalifornia, Új-Mexikó, Texas, Arizona, Colorado, Utah és Nevada) (1521-1821) (lásd Új-Spanyolország)
- Florida (1565-1819)
- Louisiana (+ Prairie / Nagy-Alföld) (1763-1800)
- Guatemala (1821-16.)
- Salvador (1525-1821)
- Honduras (1524-1821)
- Nicaragua (1524-1821)
- Costa Rica (1522-1821)
- Panama (16. sz.-1819)
- Kolumbia (1525-1819)
- Venezuela (1522-1821)
- Ecuador (1534-1822)
- Peru (1534-1824)
- Bolívia (1545-1825)
- Chile (1541-1818)
- Paraguay (1537-1811)
- Argentína (1580-1816)
- Uruguay (1726-1814)

Ázsiában és Óceániában
- Fülöp-szigetek (1565–1898)
- Guam (1668-1898)
- Karolina-szigetek (Mikronézia) (1886-1899)
- Mariana- (Mária-) szigetek (Mikronézia) (1886-1899)
- Nauru (igényelt)

Afrikában
- Kanári-szigetek (1479 óta)
- Ceuta (1580 óta)
- Melilla (1497 óta)
- Spanyol Marokkó (Rif) (1912-1956)
- Orán (algériai enklávé) (1509-1708, 1732-1792)
- Sidi Ifni (marokkói enklávé) (1912-1969)
- Spanyol Szahara (Rio de Oro, Nyugat-Szahara) (1886–1975)
- Egyenlítői-Guinea (1778–1968)
- Észak-afrikai területek a 16. században (Orán, Bougie, Bône, Bizerte, La Goulette)

Európában
- Spanyol Németalföld (Hollandia)
- Savoy megye
- Artois megye
- Nice megye
- Roussillon
- Milánói Hercegség
- Nápolyi Hercegség
- Szicília